# Velika nagrada Madžarske 1988
Velika nagrada Madžarske 1988 je bila deseta dirka Svetovnega prvenstva Formule 1 v sezoni 1988. Odvijala se je 7. avgusta 1988 na dirkališču Hungaroring v Budimpešti. Zmagal je Ayrton Senna, drugo mesto je osvojil Alain Prost, tretje pa Thierry Boutsen. Senna je osvojil tudi tako najboljši štartni položaj, kot tudi postavil najhitrejši krog dirke.

## Poročilo

### Kvalifikacije
Ayrton Senna je dosegel svoj štiriindvajseti najboljši štartni položaj, s čimer je postal tretji najuspešnejši dirkač v zgodovini Formule 1 po številu najboljših štartnih položajev, pred njim sta bila le še Jim Clark in Juan Manuel Fangio. Nigel Mansell z Williamsom je osvojil drugo štartno mesto z zaostankom le desetinko sekunde za Senno. Tretje štartno mesto je osvojil Thierry Boutsen z Benettonom, četrto pa Ivan Capelli z Marchom. Alain Prost je po težavah s prometom v hitrem krogu osvojil le sedmo štartno mesto. 

## Dirka
Mansell je odlično štartal, toda Senni je uspelo odbiti njegov napad predvsem zaradi večje moči Hondinega turbo motorja. Riccardo Patrese in Prost sta tudi odlično štartala, napredovala sta s šestega na tretje oziroma z devetega na sedmo, medtem ko je Ivan Capelli izgubil nekaj mest. V dvanajstem krogu se je Mansell zavrtel in padel na četrto mesto, Senno pa je po tem napadal drugi dirkač Williamsa, Patrese. Toda Italijan je kasneje začel izgubljati zaradi težav z motorjem, podobna težava pa je prizadela tudi Alessandra Nanninija. V dvaintridesetem krogu je Prost prišel na tretje mesto, za Senno in Thierryja Boutsena. V sedemintridesetem krogu je Mansell zapeljal na postanek za nove pnevmatike, kajti že obrabljene so mu povzročale vibracije. V sedeminštiridesetem krogu je Prost prehitel Boutsena in se podal v lov za Senno. Že kmalu je vodilnega Brazilca ujel, dva kroga kasneje, ko je Senna prehiteval za krog zaostala Yannicka Dalmasa z Larroussem in Gabriela Tarquinija s Colonijem, je Prost z odličnim manevrom prehitel vse tri, toda pri zaviranju ga je odneslo predaleč in Senna je ponovno prevzel vodstvo. Prost je postavil najhitrejši krog dirke in ogrožal Senno, toda zaradi vibracij, ki jih je povzročala zrahljana obesa, se je moral zadovoljiti z drugim mestom. Boutsen se je približal Prostu, toda nato je Francoz zopet pospešil in ujel Senno, štartno-ciljno črto pa sta prepeljala le pol sekunde narazen. Boutsen je z okvarjenim izpušnim sistemom prišel v cilj kot tretji, točke pa so osvojili še Gerhard Berger, Mauricio Gugelmin in Riccardo Patrese. Uvrščenih je bilo trinajst dirkačev, toda le prva peterica v istem krogu.
| Poz  | Št | Dirkač             | Konstruktor     | Krogi | Čas/Odstop    | Št. m. | Toč |
| ---- | -- | ------------------ | --------------- | ----- | ------------- | ------ | --- |
| 1    | 12 | Ayrton Senna       | McLaren-Honda   | 76    | 1:57:47,081   | 1      | 9   |
| 2    | 11 | Alain Prost        | McLaren-Honda   | 76    | + 0,529 s     | 7      | 6   |
| 3    | 20 | Thierry Boutsen    | Benetton-Ford   | 76    | + 31,410 s    | 3      | 4   |
| 4    | 28 | Gerhard Berger     | Ferrari         | 76    | + 1:28,670    | 9      | 3   |
| 5    | 15 | Maurício Gugelmin  | March-Judd      | 75    | +1 krog       | 8      | 2   |
| 6    | 6  | Riccardo Patrese   | Williams-Judd   | 75    | +1 krog       | 6      | 1   |
| 7    | 2  | Satoru Nakadžima   | Lotus-Honda     | 73    | +3 krogi      | 19     |     |
| 8    | 1  | Nelson Piquet      | Lotus-Honda     | 73    | +3 krogi      | 13     |     |
| 9    | 29 | Yannick Dalmas     | Larrousse-Ford  | 73    | +3 krogi      | 17     |     |
| 10   | 24 | Luis Perez-Sala    | Minardi-Ford    | 72    | +4 krogi      | 11     |     |
| 11   | 33 | Stefano Modena     | Euro Brun-Ford  | 72    | +4 krogi      | 26     |     |
| 12   | 30 | Philippe Alliot    | Larrousse-Ford  | 72    | +4 krogi      | 20     |     |
| 13   | 31 | Gabriele Tarquini  | Coloni-Ford     | 71    | +5 krogov     | 22     |     |
| Ods  | 17 | Derek Warwick      | Arrows-Megatron | 65    | Zavore        | 12     |     |
| Ods  | 5  | Nigel Mansell      | Williams-Judd   | 60    | Odstop        | 2      |     |
| Ods  | 18 | Eddie Cheever      | Arrows-Megatron | 55    | Zavore        | 14     |     |
| Ods  | 27 | Michele Alboreto   | Ferrari         | 40    | El. sistem    | 15     |     |
| Ods  | 25 | René Arnoux        | Ligier-Judd     | 32    | Motor         | 25     |     |
| Ods  | 22 | Andrea de Cesaris  | Rial-Ford       | 28    | Pog. gred     | 18     |     |
| Ods  | 19 | Alessandro Nannini | Benetton-Ford   | 24    | Pregrevanje   | 5      |     |
| Ods  | 36 | Alex Caffi         | Dallara-Ford    | 22    | Motor         | 10     |     |
| Ods  | 26 | Stefan Johansson   | Ligier-Judd     | 19    | Pedal za plin | 24     |     |
| Ods  | 23 | Pierluigi Martini  | Minardi-Ford    | 8     | Trčenje       | 16     |     |
| Ods  | 14 | Philippe Streiff   | AGS-Ford        | 8     | Trčenje       | 23     |     |
| Ods  | 16 | Ivan Capelli       | March-Judd      | 5     | Motor         | 4      |     |
| Ods  | 3  | Jonathan Palmer    | Tyrrell-Ford    | 3     | Motor         | 21     |     |
| DNQ  | 32 | Oscar Larrauri     | Euro Brun-Ford  |       |               |        |     |
| DNQ  | 10 | Bernd Schneider    | Zakspeed        |       |               |        |     |
| DNQ  | 4  | Julian Bailey      | Tyrrell-Ford    |       |               |        |     |
| DNQ  | 9  | Piercarlo Ghinzani | Zakspeed        |       |               |        |     |
| DNPQ | 21 | Nicola Larini      | Osella          |       |               |        |     |